# Heleia goodfellowi
Heleia goodfellowi là một loài chim trong họ Zosteropidae.